# Guzmania harlingii
Guzmania harlingii är en gräsväxtart som beskrevs av Hans Edmund Luther. Guzmania harlingii ingår i släktet Guzmania och familjen Bromeliaceae. Inga underarter finns listade i Catalogue of Life.